# DJ 새미
사무엘 보우리아(Samuel Bouriah, 1973년 9월 3일 ~ )는 DJ 새미(DJ Sammy)라는 이름으로 활동하는 스페인의 디스크자키와 프로듀서이다.

## 생애
새미는 1969년 10월 19일에 태어났다. 그는 1984년부터 음악 활동을 말롤카에 위치한 댄스클럽들에서 시작하였다. 이렇게 왕성한 활동을 하는 동안에 마요르카 음악대학교에서 사운드 테크닉 훈련을 마치게 된다.

## 경력
새미는 1984년부터 음악 경력을 쌓게 되는데, 마요르카 섬에 위치한 댄스 클럽들과 알렉산드라스 (1998에서 1999년 사이 재건축하여 부메랑스라고 새로 이름을 지음), 바나나스, 조르바스, 등의 클럽에서 공연을 하였다. 이 무렵 그는 마조르카 음대에서 음악 기술가 되기 위한 교육을 마쳤다. 1991년에 새미는 마리 호세 (전 처)라는 댄서를 만나 팔마에 위치한 조르바 클럽에서 퍼포먼스를 펼친다. 또 1992년에 에레날에 있는 조이 팰리스 클럽에서 주 디스크자키를 맡게 된다.
1995년 11월 새미는 스페인 음악 차트에서 마리 호세와 함께 만든 첫 싱글 앨범 곡인 '라이프 이즈 저스트어 게임 (영문: Life Is Just a Game)'으로 10위권에 들게 된다. 그의 다른 싱글 앨범들: '유어 마이 엔젤 (영문: You're My Angel)' 와 '프린스 오브 러브(Prince of Love)로 독일 음악 차트에서 인기를 끌게 된다. 1998년 6월에 새미는 그의 첫 데뷔 앨범 라이프 이즈 저스트어 게임을 발매하게 된다. 새미는 총 다섯 개의 앨범을 발매했으며 2002년에 '헤븐'이라는 곡으로 다섯번에나 영국에서 10위권 안에 들게 된다. 그는 전처 사이에서 낳은 딸 사피라 마리아와 함께 살고 있다 (2005년 2월 10일에 태어남). 새미는 자신만의 슈퍼 엠 레코드사(영문: Super M Records)와 감바 뮤직 기업체 (Gamba Music Company)를 설립하게 된다.